# Carlo Dolci
Carlo Dolci, né le 25 mai 1616 à Florence où il est mort le 17 janvier 1686, est un peintre italien qui a été l'élève de Jacopo Vignali.

## Biographie
Carlo Dolci, fils d'Andrea Dolci et d'Agnese Marinari est né à Florence le 25 mai 1616. Orphelin de père à l'âge de quatre ans, il entre dans l'atelier de Jacopo Vignali à neuf ans et y reste jusqu'à son indépendance. En 1648, il est inscrit parmi les  académiciens du dessin de Florence. En 1654, il épouse Teresa Bucherelli (1638/39-1683), de laquelle il a un fils nommé Andrea et sept filles ,.
La personnalité et l’œuvre de dévotion de Carlo Dolci est étonnante pour notre époque. Un de ses contemporains écrivit « qu'il eut une enfance si pure et si pieuse, qu'elle inspira à d'autres enfants l'amour de Dieu ». Le matin de son mariage, ses amis le cherchèrent dans toutes les églises de Florence : il était en prière dans l'église Santa Annunziata. Il fréquenta la confrérie de saint Benoît, dont la devise était « Travailler c'est prier », et bien que portraitiste de talent, il décida de se consacrer exclusivement à une peinture religieuse qui soit « susceptible d'éveiller la piété chez quiconque la regarderait ».
Lent et minutieux, il refusait toute somme élevée et bien que très sollicité, il avait des difficultés financières. Un de ses collègues Luca Giordano, lui ayant conseillé de travailler plus rapidement pour ne pas mourir de faim, il fit une dépression dont il ne se releva pas.
Ses tableaux étaient souvent de petite dimension, représentant soit des figures à mi-corps grandeur nature, soit de petites histoires comportant des figures en pied de faible dimension, comme dans l'Adoration des Mages de la National Gallery, ou le Saint André du Palais Pitti.
Carlo Dolci a passé toute sa vie à Florence, à l'exception d'une période de quelques mois pendant laquelle il a fait un voyage à Innsbruck en 1672, avec beaucoup de réticence et dans un esprit d'obéissance, pour faire le portrait de Claude-Félicité d'Autriche, fille de l'archiduc Ferdinand Charles de Habsbourg, comte du Tyrol, et d'Anne de Médicis et future épouse de l'empereur Léopold Ier.
Dans les dernières années, la tendance du peintre à l'introversion et à l'isolement s'est accentuée et a conduit à un détachement progressif de la peinture avant sa mort à Florence le 17 janvier 1686. Il a été enterré dans le tombeau familial à la basilique de la Santissima Annunziata , précédé de sa mère (1669) et de sa femme (1683).

## Chronologie des œuvres

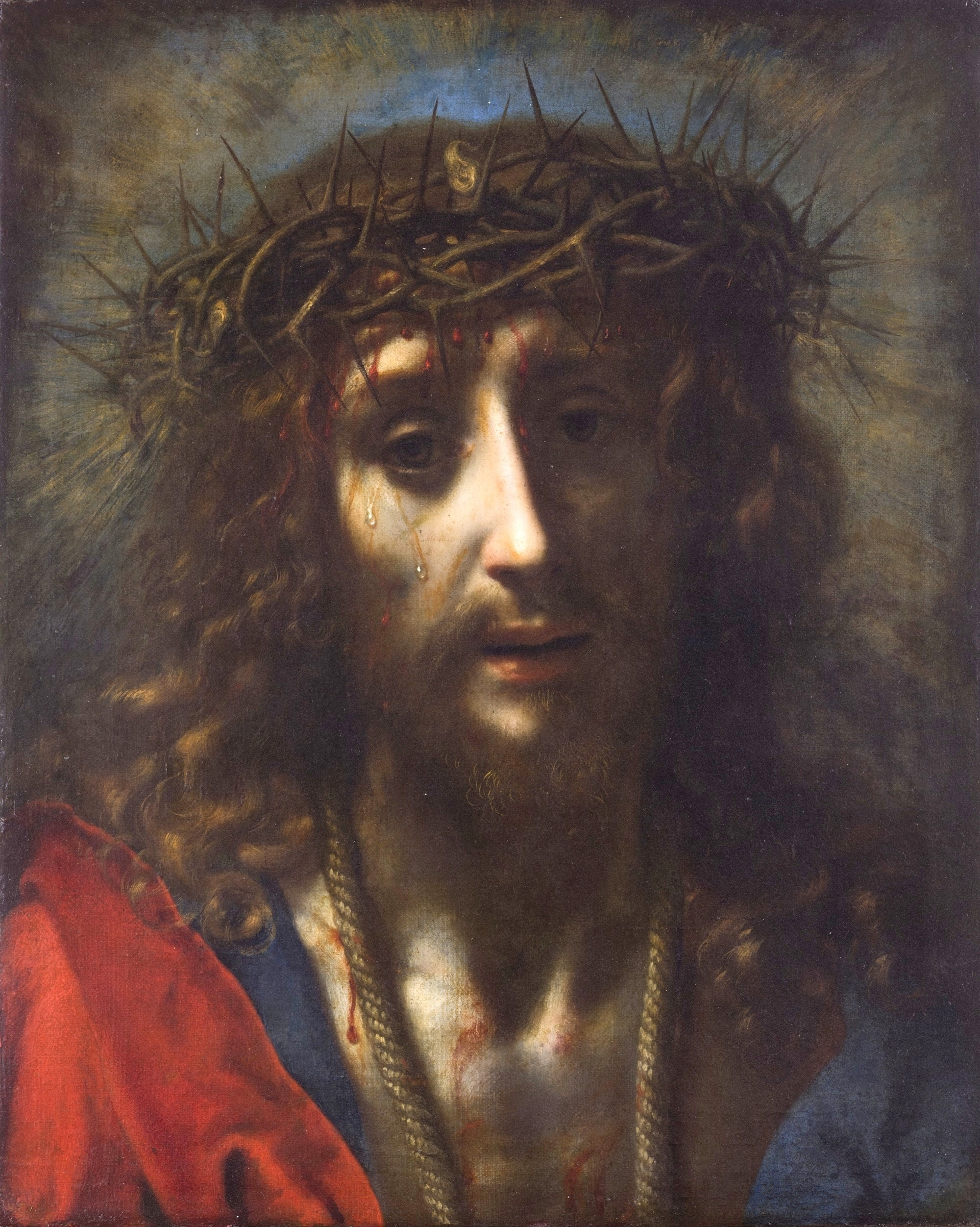
Ecce Homo, 1635
Musée de Tarnow, Pologne

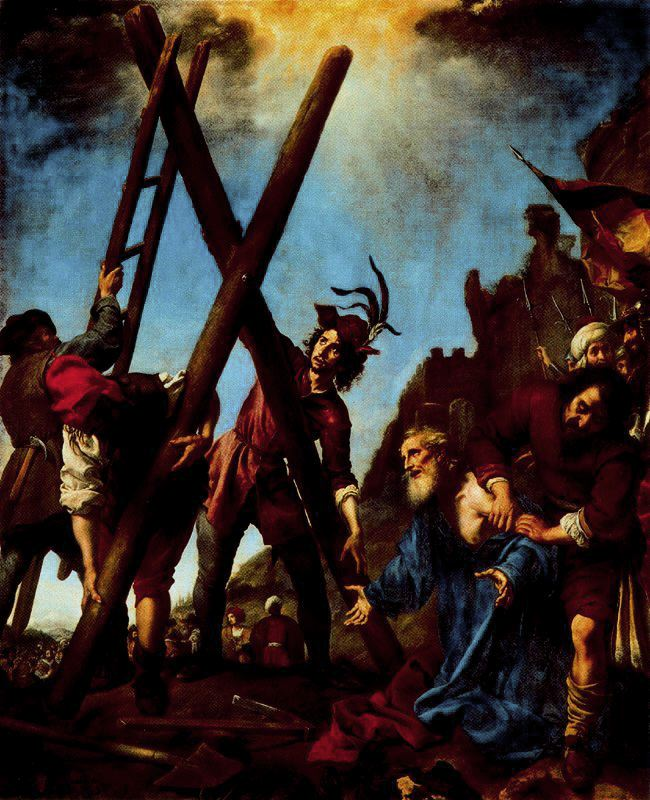
St André, 1646
Palais Pitti

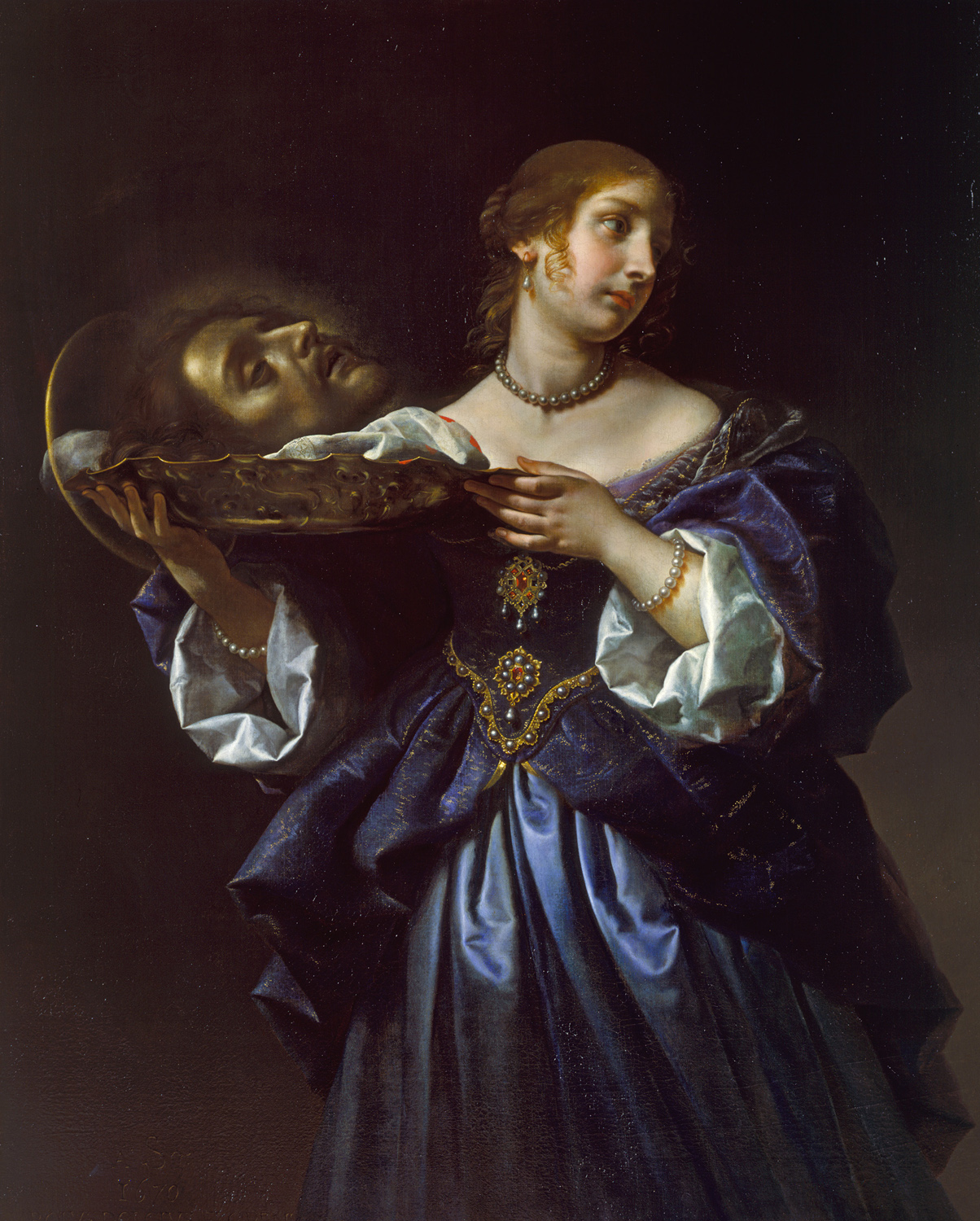
Salomé portant la tête
de St Jean-Baptiste
1665-1670
Royal Collection, Windsord

- Portrait de Stefano Della Bella, 1631, huile sur toile, 59 × 48 cm, galerie Palatine, Palais Pitti, Florence. Commandé par Don Lorenzo de Médicis[6]
- Portrait d'Ainolfo de Bardi, 1632, huile sur toile, 149 × 119 cm, corridor de Vasari, musée des Offices, Florence[7]
- Mattias de Medicis, 1635, huile sur toile, 203 × 108 cm, Kunsthistorisches Museum, Vienne[8]
- Ecce Homo, v. 1635, huile sur toile, 48 × 38 cm, Musée de la province à Tarnów, Pologne
- Vierge à l'Enfant avec saint Jean Baptiste, 1635-1638, huile sur bois, 79 × 79 cm, Musée des beaux-arts de Houston

Années 1640
- Saint Philippe Benizzi, v. 1640, huile sur toile, 121 × 95 cm, Musée des beaux-arts de Brest[9]
- Moïse, 1640-1645, huile sur toile, 40 × 30 cm, Palais Pitti, Florence[10]
- La Vierge au lys, 1642, huile sur toile, ovale, 80 cm × 67 cm, Montpellier, musée Fabre[11]. Don de Francois-Xavier Fabre.
- Sainte Marie Madeleine, 1644-1646, huile sur toile, 74 × 57 cm, musée de l'Ermitage, Saint-Petersbourg[12]
- Saint André s'agenouillant devant sa croix, 1646, huile sur toile, 59 × 48 cm, galerie Palatine, Palais Pitti, Florence
- Saint Paul l'Ermite, avant 1648, huile sur toile, 168 × 132 cm, Musée national de Varsovie[13]
- L'Adoration des mages, 1649, huile sur toile, 117 × 92 cm, National Gallery, Londres[5]

1650-1670
- L'Ange de l'Annonciation, 1653-1655, huile sur toile, 52 × 40 cm, musée du Louvre, Paris, don (vraisemblable) de la baronne Salomon de Rothschild.
- Mater Dolorosa, v. 1655, huile sur toile, 82 × 67 cm, Musée national de l'art occidental, Tokyo
- Vierge à l'Enfant, 1660-1670, huile sur toile, 108 × 91 cm, Kunsthistorisches Museum, Vienne[14]
- Salomé et la tête de Jean-Baptiste, 1650-1680, huile sur toile, 95 × 80 cm, Gemäldegalerie Alte Meister, Dresde[15]
- La Vierge de l'Annonciation, 1653-1655, huile sur toile, 52 × 40 cm, musée du Louvre. Don (vraisemblable) de la baronne Salomon de Rothschild[16].
- Saint Charles Borromée, huile, 1659, Dijon, musée Magnin[17]. Don de Maurice Magnin en 1938, avec l'ensemble de ses collections.
- Nature morte aux fleurs, 1662, huile sur toile, 70 × 55 cm, corridor de Vasari, musée des Offices, Florence. Commandé par Jean-Charles de Médicis (armoiries sur le vase)[6]
- Sainte Agathe, vers 1664-1665, huile sur toile marouflée sur bois, 75,2 × 62,8 cm, collection Alana (acquisition 2018), Newark (Delaware)[18]
- Allégorie de la Justice, v. 1665, huile sur toile, 116 × 101 cm, Kunsthistorisches Museum, Vienne[19]
- Sainte Catherine de Sienne, 1665-1670, huile sur bois, 24 × 18 cm, Dulwich Picture Gallery, Londres
- Salomé avec la tête de saint Jean-Baptiste, 1665-1670, huile sur toile, 123 × 96 cm, Royal Collection, Château de Windsor
- Vierge en gloire, 1665-1675, huile sur toile, 96 × 116 cm, Université Stanford, Silicon Valley[20]

Après 1670
- Sainte Marie-Madeleine, 1670-1680, huile sur toile, 73 × 56 cm, galerie Palatine, Palais Pitti, Florence[21]
- Sainte Cécile à l'orgue, 1671, huile sur toile, 96 × 81 cm, Gemäldegalerie Alte Meister, Dresde
- Archiduchesse Claudia Felicitas (1653-1676), 1672, huile sur toile, 90 × 69 cm, Kunsthistorisches Museum, Vienne
- Jésus enfant invite l'âme chrétienne à couronner le Cantique, 1674, huile sur toile, 96 × 76 cm, Kunsthistorisches Museum, Vienne[22]
- Portrait de l'artiste, 1674, huile sur toile, musée des Offices
- Portrait de Vittoria della Rovere en veuve, v. 1680, huile sur toile, 84 × 57 cm, galerie Palatine, Palais Pitti, Florence[23]
- Ecce Homo, 1681, panneau, 30 × 22 cm, Vente Piasa, Drouot Richelieu le 27-06-2003
- Salome, 1681–1685, huile sur toile, 123 × 95 cm, Kelvingrove Art Gallery and Museum, Glasgow

Non datés
- Le Christ bénissant le pain, huile sur cuivre, 34 × 26 cm, musée du Louvre, Paris[24]
- Chardon, huile sur toile, 45 × 33 cm, Kunsthistorisches Museum, Vienne[25]
- Jésus-Christ dans le jardin des oliviers, qu'on voyait au musée du Louvre avant 1815
- Hérodiade portant la tête de saint Jean-Baptiste
- Vittoria della Rovere (1622-1694) en sainte Catherine, huile sur toile, 66 × 53 cm, Kunsthistorisches Museum, Vienne[26]
- la Vierge allaitant Jésus
- Saint Simon, Palais Pitti, Florence.
- Diogène, galerie Palatine, Palais Pitti, Florence[27]
- Sainte Catherine lisant, huile sur toile, Residenzgalerie, Salzbourg[28]
- Tête d'enfant dormant et détail de chevelure bouclée, Paris, musée du Louvre, département des arts graphiques
- Adoration des mages, huile sur toile, 117 × 92 cm, vendue 1 700 000 $, Sotheby's New York, le 2 juin 1989 (lot 55). Prix record de l'artiste.
- Portrait d'enfant, sanguine, pierre noire et quelques traits de crayon de couleur, 16,8 × 14,7 cm, Paris, Beaux-Arts de Paris, inv. no Mas 1079[29],[30].
- Ecce Homo, huile sur toile, 51 x 43 cm, musée des Beaux-Arts d’Orléans (disparu durant la Seconde Guerre mondiale)[31].
- Mater Dolorosa, huile sur cuivre, 17 x 13 cm (ovale), musée des Beaux-Arts d’Orléans (disparu durant la Seconde Guerre mondiale)[32].

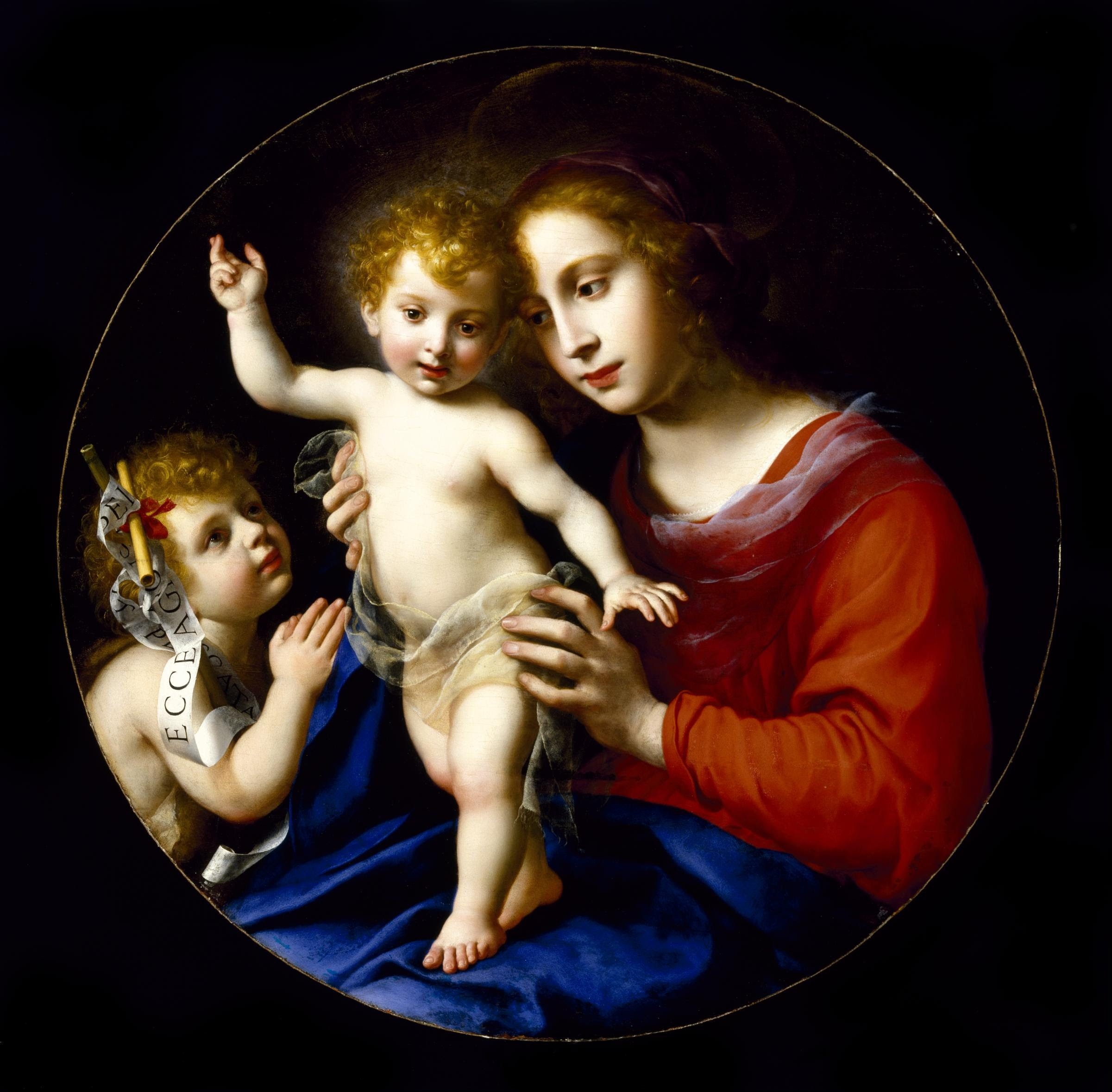
Vierge à l'Enfant, 1635-1638 Beaux-arts de Houston.
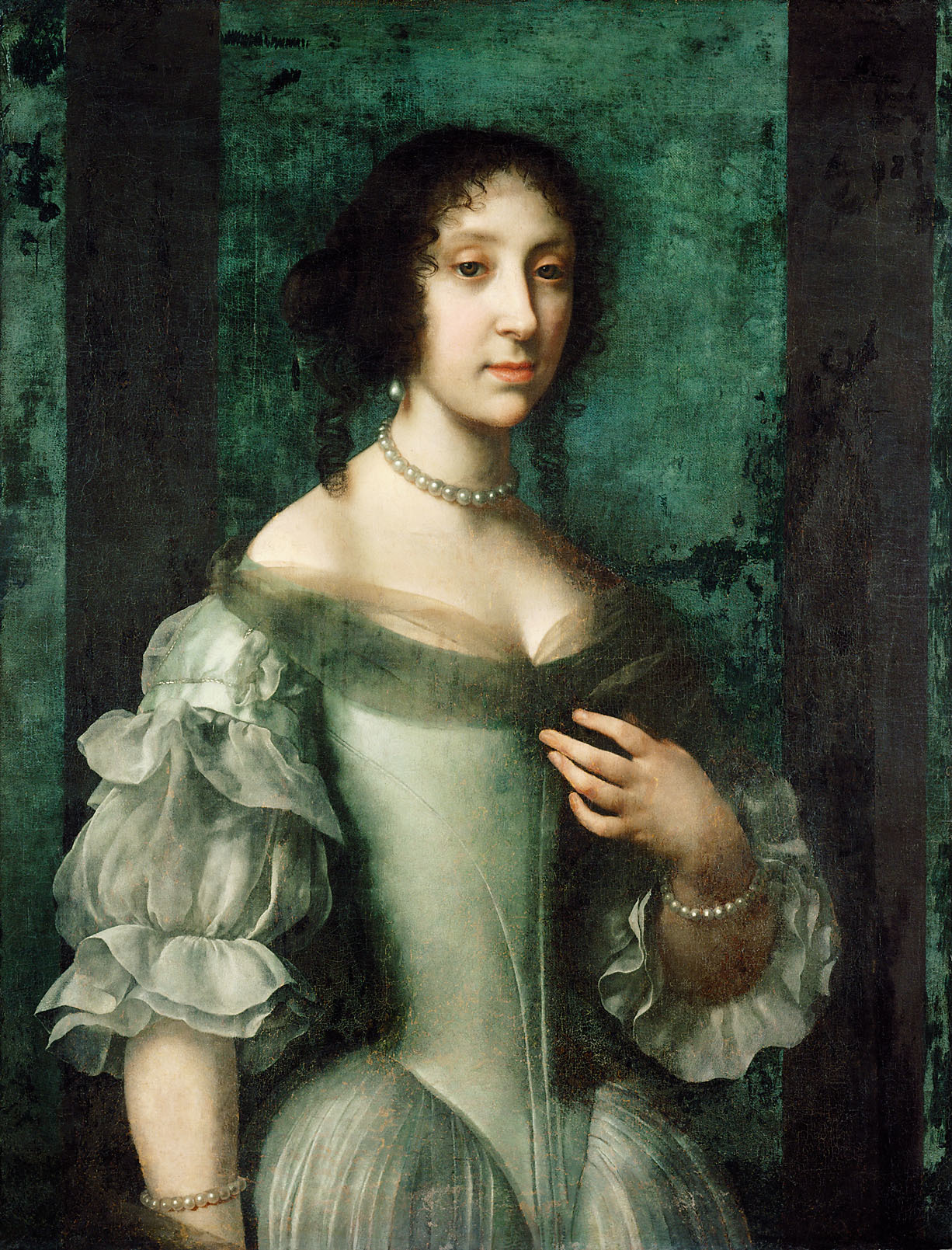
L'Archiduchesse Claudia Felicitas, 1672 Kunsthistorisches Museum, Vienne.
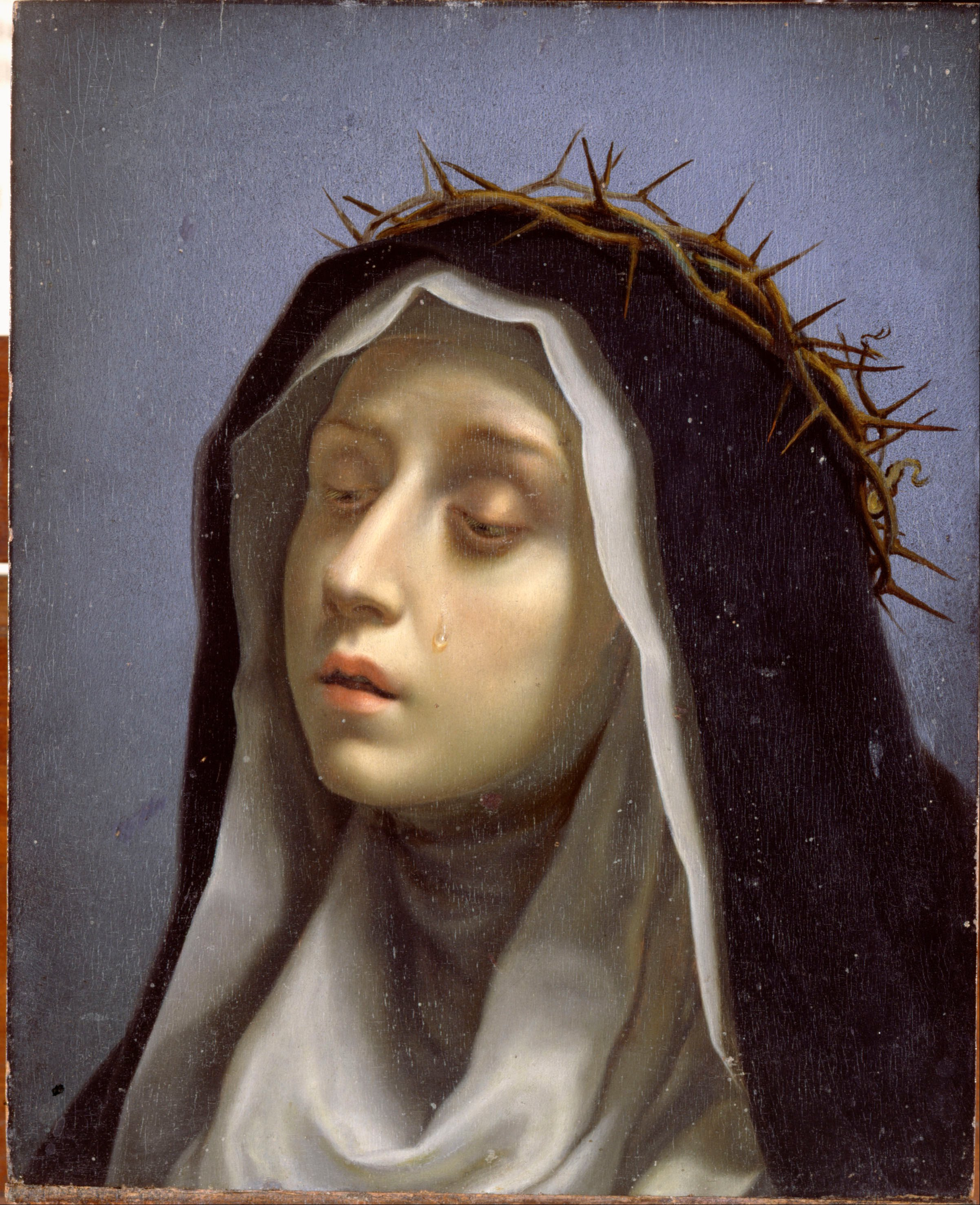
Ste Catherine de Sienne, 1665-1670 Dulwich Picture Gallery.
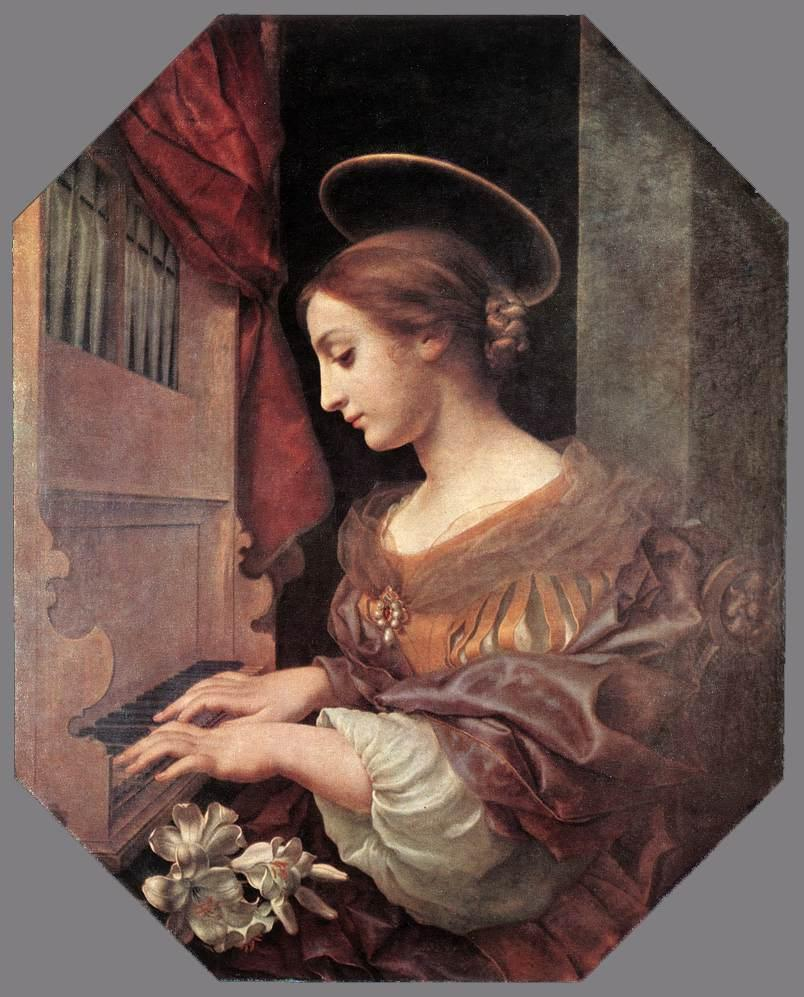
Ste Cécile, 1671 Maîtres anciens, Dresde.
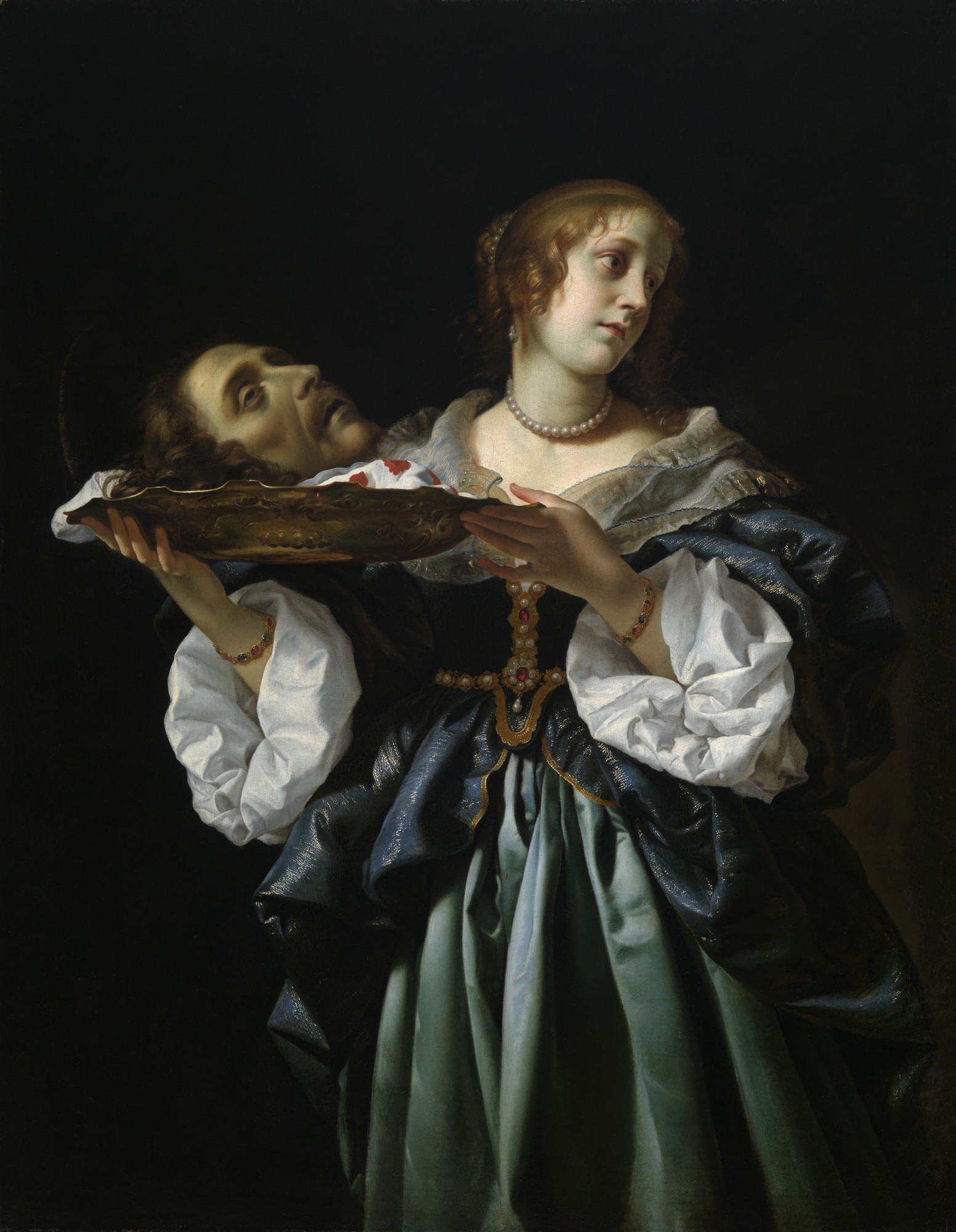
Salomé, 1681-1685 Kelvingrove Art Gallery, Glasgow.
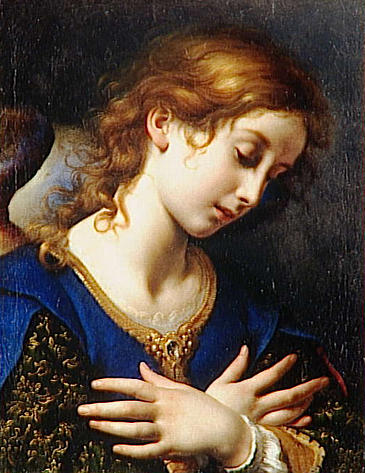
Ange de l'Annonciation Musée du Louvre.

### Sources
Cet article comprend des extraits du Dictionnaire Bouillet. Il est possible de supprimer cette indication, si le texte reflète le savoir actuel sur ce thème, si les sources sont citées, s'il satisfait aux exigences linguistiques actuelles et s'il ne contient pas de propos qui vont à l'encontre des règles de neutralité de Wikipédia.